# Lijst van burgemeesters van Hindeloopen
Dit is een lijst van burgemeesters van de voormalige Nederlandse gemeente Hindeloopen (of Hindelopen) tot die gemeente op 1 januari 1984 opging in de nieuwe gemeente Nijefurd.
| Ambtsperiode | Naam burgemeester                    | Partij of stroming | Bijzonderheden                                                                           |
| ------------ | ------------------------------------ | ------------------ | ---------------------------------------------------------------------------------------- |
| 1819 - 1824  | Dirk Jans (D.J.) Duif                |                    | [ 1 ]                                                                                    |
| 1824 - 1829  | Klaas (K.) Tjebbes                   |                    | [ 2 ]                                                                                    |
| 1830? - 1844 | Age (A.) Buma                        |                    |                                                                                          |
| 1845 - 1847  | J.F. van der Laan                    |                    |                                                                                          |
| 1848 - 1868  | Folkert Anne (F.A.) Lammerts         |                    |                                                                                          |
| 1868 - 1874  | Nicolaas (N.) Wentholt               |                    |                                                                                          |
| 1874 - 1887  | C.F.F. Rinia van Nauta               |                    |                                                                                          |
| 1887 - 1892  | D. Witteveen                         |                    |                                                                                          |
| 1892 - 1934  | Gerardus (G.J.F.) Avenhorn van Nauta |                    |                                                                                          |
| 1934 - 1950  | Gerben Stallinga                     |                    | van september 1945 tot april 1946 was Ruurd Alta waarnemend burgemeester van Hindeloopen |
| 1951 - 1972  | Albert Atema                         | PvdA               |                                                                                          |
| 1973         | Jan (J.J.L.) Pastoor                 | CHU                | waarnemend                                                                               |
| 1973 - 1977  | Joop van der Zwaag                   | PvdA               |                                                                                          |
| 1977 - 1978  | Jan (J.J.L.) Pastoor                 | CHU                | waarnemend                                                                               |
| 1978 - 1981  | Johan (J.O.E.) Oldenziel             | PvdA               |                                                                                          |
| 1981 - 1984  | Ties Elzenga                         | CDA                | waarnemend                                                                               |